# Paolo Rolli
Paolo Antonio Rolli (Roma, 13 giugno 1687 – Todi, 20 marzo 1765) è stato un poeta, librettista e letterato italiano.

## Nascita e formazione
Nacque a Roma dall'architetto borgognone Filippo Rolli e da un'Arnaldi di Todi. Suoi fratelli erano il musicista Giovanni Rolli e il letterato Domenico Rolli.
Fu allievo di Giovanni Vincenzo Gravina, come Pietro Metastasio e Carlo Innocenzo Frugoni; l'impronta del maestro è sensibile nell'imitazione diretta soprattutto di Orazio e Catullo, ma anche di Tibullo e Properzio, negli esperimenti di metrica barbara, nelle traduzioni di Virgilio ed Anacreonte, e nelle numerose edizioni di classici che appronterà durante il suo soggiorno inglese (Lucrezio, di cui il Rolli farà stampare per la prima volta la versione, inedita in Italia, di Alessandro Marchetti, Senofonte Efesio, Giovanni Boccaccio, Ludovico Ariosto, Battista Guarini ecc.). Il Fabroni, nelle Vitae Italorum doctrina excellentium qui saeculi XVII e XVIII floruerunt (Pisa, 1783) sostiene che il Rolli e Domenico Ottavio Petrosellini "quod emersissent e barbarie, quae superiori saeculo humaniores litteras offuscaverat, unice se Gravinae debere profitebantur" (pp. 15-16). Legge con profitto Della perfetta poesia di Ludovico Antonio Muratori nello studio dell'avvocato e poeta arcade Giovanni Battista Zappi, e imita uno dei primissimi arcadi come Alessandro Guidi nelle canzoni Musa, che il giovenil mio cuore accendi (1711) e Del genio di cantar le lode altrui (1716); ma soprattutto, come ha dimostrato Carlo Calcaterra, la sua vena aggraziata e festosa, particolarmente notevole nelle rime galanti e mondane, si rifà alla poesia melica del tardo XVII secolo, in specie a quella di Francesco De Lemene. Come il suo rivale Pietro Metastasio il Rolli impiega ancora la morbida lingua poetica del Marino.

## Il periodo romano. In Arcadia
Fu arcade col nome di Eulibio Discepolo; con lo scisma del 1711, seguìto allo scontro tra Giovanni Vincenzo Gravina e Giovanni Mario Crescimbeni, seguirà il maestro, affiliandosi (1714) all'Accademia dei Quirini. Essa prospera all'ombra del primo dittatore perpetuo, il fiorentino cardinale Lorenzo Corsini, poi papa col nome di Clemente XII, che ospita gli accademici (impegnati in quello che chiamano l'agonale, cioè il luogo in cui convengono per recitare) d'inverno nel proprio palazzo cittadino, e d'estate nella propria villa.

## Il periodo londinese
Trasferitosi a Londra tra la fine del 1715 e l'inizio del 1716 vi risiede per ventinove anni scrivendo libretti per i principali musicisti attivi nella capitale, stampando insegnante d'italiano e di canto (tra l'altro è precettore dei figli di Giorgio II e poeta ufficiale della Royal Academy of Music, che fu inaugurata con la rappresentazione del suo Numitore, con musica di G. Porta. A Londra scrisse una dozzina di libretti per Nicola Porpora (tra cui Davide e Betsabea, e un oratorio), Giovanni Bononcini (Astarto; Crispo; Griselda; Erminia) e almeno cinque per la musica di Haendel (Floridante, 1721; Scipione, 1726; Alessandro; Riccardo I re d'Inghilterra, 1727; Deidamia, 1741, quest'ultimo il più drammaticamente efficace; ad essi forse dev'essere aggiunto il Sosarme; oltre ai melodrammi, il genio di Halle intonò almeno 3 cantate del Rolli). Si aggiungano anche una Penelope per Baldassarre Galuppi, un Partenio e una Rosalinda (da Come vi piace di William Shakespeare) per Francesco Maria Veracini, un Alfonso e un Alceste per Giovanni Battista Lampugnani. Comunque sia, nonostante il lavoro di librettista gli riuscisse odioso (ma era molto redditizio: nell'ultimo periodo percepiva 300 sterline per un libretto), avrebbe scritto altri libretti anche tornato in Italia, come quello di un Teti e Peleo, del 1749, verosimilmente mai musicato e tra i suoi poeticamente più felici. Nella quasi totalità dei casi si tratta di opere rimaneggiate da altri autori, in maniera assai pesante ma non tale da segnare un miglioramento rispetto ai modelli (Antonio Salvi, Nicolò Minato, Matteo Noris, Girolamo Gigli, Francesco De Lemene, Apostolo Zeno, Pietro Metastasio), né in senso poetico né, men che meno, in senso drammatico: l'azione è fiacca e involuta, la ricerca di ritmi originali è spesso infelice, le immagini sono generalmente poco aggraziate. Tutti limiti che Haendel non mancò di rilevare piuttosto impietosamente.
Fu questa mancanza di stima da parte del compositore sassone, con ogni probabilità, che rese impossibile al Rolli intrattenere buoni rapporti con lui. Nel periodico «Craftsman» il 7 aprile 1733 comparve un articolo diretto e brutale contro Handel, la cui paternità, nonostante sia a firma del Rolli, è stata a lungo discussa; ma secondo alcuni è certamente attribuibile a lui in séguito al ritrovamento, presso la Biblioteca Comunale di Siena, di una versione italiana dello stesso articolo tra le carte rolliane (evidentemente la minuta dell'articolo poi tradotto e pubblicato in inglese in forma anonima).
Durante il suo soggiorno londinese godette di una discreta fortuna: si narra infatti che le dame londinesi amassero portare scritti sul proprio ventaglio alcuni versi di questa canzonetta rielaborata dal Rolli su un'aria Metastasiana:
Ninfe belle, è follia.

È follia se nascondete,

Ninfe belle, il vostro affetto:

A svelarlo, se 'l tacete,

Un pallor viene improvviso,

Un rossor basta, un sorriso:

Parla un guardo ed un sospir

Ninfe vaghe, quel che piace

Quanto invan s'asconde o tace!

Presto o tardi - vien a i guardi

Quel che il labbro non può dir.»
(Paolo Rolli)

## Il ritorno in Italia
Nel 1744, in un clima assai mutato, dopo numerose polemiche con vari letterati inglesi e in un'atmosfera sempre meno conciliante con tutto quanto proviene dall'Italia (in specie il melodramma, contro cui Addison sullo Spectator e John Arbuthnot conducono da anni pesanti campagne denigratorie), il Rolli torna in patria, stabilendosi definitivamente nella città materna, Todi, dove, ricco e soddisfatto, attende alla correzione e alla stampa definitiva delle sue opere. Nel 1735 è stato ascritto dalla nobiltà tudertina alla prima classe del patriziato. Si spegne serenamente.

## Opere
Pubblicò un volume di Rime (Londra, 1717), molto fortunato, e due libri di "Canzonette e cantate (Londra, 1727). La parte più viva della sua opera è contenuta negli Endecasillabi (una sezione delle Rime) e nelle Canzonette. Tra queste ebbe fortuna sterminata La neve è alla montagna, imitata in séguito da Giovanni Battista Casti e da molti altri. La canzonetta ebbe tanta fortuna da sfuggire immediatamente di mano all'autore, per quanto celebre; tantoché Carlo Innocenzo Frugoni, incaricato di imitarla, seppe solo dopo averne fatto due plagi chi ne fosse l'autore (già per altri versi famoso); scriveva infatti da Parma, il 23 dicembre 1728 al marchese Ubertino Landi a Piacenza: "È qui scappata fuori una canzonetta d'incerto autore, che comincia: La neve è alla montagna, ed ella non è del tutto disavvenente. Ha certi tratti di bellezza pastorale, che puon piacere anche agl'intendenti. Qui le Dame la cantano e le han dato un'aria, che ben le siede. Io sulla misura di detta canzone due ne ho dovuto fare. Una è quella che con questo corrier vi mando. L'altra con l'altro spedirovvela".
La sua importanza nell'evoluzione del gusto arcadico verso il rococò è evidente negli aggraziati Endecasillabi. Pubblicò tutta la sua opera nei tre volumi dei suoi "Poetici componimenti" (1753).
Tradusse in italiano:

- Paradiso perduto di John Milton (1729-35)
- Odi di Anacreonte (1739).
- La cronologia degli antichi regni emendata di Isaac Newton (1757).

Paolo Rolli tentò inoltre di trasporre nella versificazione italiana l'endecasillabo falecio della metrica classica, unendo un quinario sdrucciolo ed uno piano in endecasillabo che suona come un quinario doppio. Questo tipo di endecasillabo infatti è definito endecasillabo rolliano.
Carlo Calcaterra (1926) così ne rileva la più specifica cifra stilistica: